# Hiroshi Maeue
Hiroshi Maeue (Japans: 前上 博, Maeue Hiroshi) (Osaka, 8 augustus 1968 - Osaka, 28 juli 2009) was een Japanse seriemoordenaar. Hij werd tot de doodstraf veroordeeld voor de moorden op ten minste drie personen in 2005 die hij via het internet lokte. Zijn zaak kreeg de bijnaam de Zelfmoordsite-moorden. Maeue had een fetisjisme waardoor hij seksueel opgewonden raakte wanneer hij iemand wurgde of gewurgd zag worden.

## Moorden
Na al twee keer een gevangenisstraf te hebben uitgezeten, ging Maeue in 2005 over tot het vermoorden van drie personen, waarmee hij kennis had gemaakt op een internetsite voor afgesproken zelfmoord. Hij sprak af met achtereenvolgens een 25-jarige vrouw in februari, een 14-jarige jongen in mei en een 21-jarige man in juni om samen zelfmoord te plegen. Ze zouden dit doen door houtskool te verbranden in een afgesloten auto, wat door vrijkomende koolstofmonoxide tot verstikking zou leiden. Eenmaal met zijn slachtoffers in de auto ging Maeue echter over tot wurging.

## Vonnis
Tijdens zijn rechtszaak werd Maeue tot een volkomen toerekeningsvatbare lustmoordenaar verklaard. Hij bekende schuld aan de drie moorden. Maeue werd op 28 maart 2007 veroordeeld tot de doodstraf door ophanging door rechter Kazuo Mizushima van de districtsrechtbank van Osaka. Het vonnis werd op 28 juli 2009 voltrokken.